# Lex deweloper
Lex deweloper (inaczej specustawa mieszkaniowa, oficjalnie: ustawa z dnia 5 lipca 2018 r. o ułatwieniach w przygotowaniu i realizacji inwestycji mieszkaniowych oraz inwestycji towarzyszących) – polska ustawa, która weszła w życie 22 sierpnia 2018, określająca zasady oraz procedury przygotowania i realizacji inwestycji mieszkaniowych oraz inwestycji towarzyszących, a także standardy ich lokalizacji i realizacji. Ma na celu uproszczenie i skrócenie procedur administracyjnych związanych z nowymi inwestycjami mieszkaniowymi. Nowelizacja zawarta w ustawie planistycznej z dnia 7 lipca 2023 r. o zmianie ustawy o planowaniu i zagospodarowaniu przestrzennym oraz niektórych innych ustaw skraca termin obowiązywania lex deweloper o dwa lata, tj. do 1 stycznia 2026 roku (pierwotnie miała obowiązywać do 1 stycznia 2028 roku).

## Główne przepisy
Inwestycję mieszkaniową zdefiniowano jako przedsięwzięcie obejmujące budowę, zmianę sposobu użytkowania lub przebudowę, w wyniku której powstaną budynek lub budynki mieszkalne wielorodzinne o łącznej liczbie lokali mieszkalnych nie mniejszej niż 25 lub budynki mieszkalne jednorodzinne o łącznej liczbie nie mniejszej niż 10, wraz z urządzeniami budowlanymi z nimi związanymi, drogami wewnętrznymi, a także roboty budowlane niezbędne do obsługi oraz prawidłowego wykonania tych prac; inwestycję mieszkaniową stanowią również części budynków przeznaczone na działalność handlową lub usługową.
Inwestycję towarzyszącą zdefiniowano jako inwestycję w zakresie budowy, zmiany sposobu użytkowania lub przebudowy: sieci uzbrojenia terenu, dróg publicznych, linii kolejowych, obiektów infrastruktury publicznego transportu zbiorowego, obiektów działalności kulturalnej, obiektów opieki nad dziećmi do lat 3, przedszkoli, szkół, placówek wsparcia dziennego, ambulatorium podstawowej opieki zdrowotnej, obiektów, w których prowadzona jest działalność z zakresu pomocy społecznej, obiektów służących działalności pożytku publicznego, obiektów sportu i rekreacji, obszarów zieleni publicznej, obiektów budowlanych przeznaczonych na działalność handlową lub usługową, o ile służą obsłudze mieszkańców budynków będących przedmiotem inwestycji mieszkaniowej.
Ustawa ta pozwala na budowę mieszkań i inwestycji towarzyszących niezależnie od obowiązywania lub ustaleń miejscowego planu zagospodarowania przestrzennego (MPZP). Dawne tereny kolejowe, produkcyjne, wojskowe i usług pocztowych nie są objęte warunkiem niesprzeczności ze studium, co oznacza pełną swobodę inicjatywy inwestycyjnej po stronie deweloperów na tego typu nieruchomościach.
Lex Deweloper wprowadziła również standardy przestrzeni, bez zapewnienia których inwestycja nie może być zrealizowana. Podstawowe warunki to: dostęp do drogi publicznej oraz sieci kanalizacyjnej, wodociągowej i elektrycznej, bliska lokalizacja przystanku komunikacji miejskiej (nie dalej niż 1 km), bliska lokalizacja szkoły i przedszkola (mniej niż 3 km w obszarach mniejszych miast oraz do 1,5 km w ośrodkach wielkomiejskich).

## Zmiany w 2023 r.
12 maja 2023 weszła w życie nowelizacja ustawy poszerzająca możliwości dla inwestycji mieszkaniowych, wprowadzając jednak dodatkowe obostrzenia – m.in. wskaźnik parkingowy, w postaci wymogu 1,5 miejsca postojowego na 1 mieszkanie poza strefą śródmiejską i 1 miejsca postojowego na 1 mieszkanie w strefie śródmiejskiej. Powszechnie obawiano się, że skutkiem ubocznym tej nowelizacji będzie wzrost cen za 1 metr kwadratowy. Pod koniec 2024 r. okazało się, że konsekwencją ustawowego wprowadzenia „sztywnego” wskaźnika parkingowego był znaczący spadek liczby prowadzonych inwestycji. Wskazywano, że w czasach „zielonego ładu”, zarzutów o „betonowaniu miast”, zanieczyszczeniu powietrza generowanego przez samochody, stawianie - w drodze ustawy - wyśrubowanych wymogów dotyczących minimalnej liczby miejsc parkingowych identycznych dla całej Polski jest zupełnie niezrozumiałe. Sugerowano również, że wskaźnik ten powinien być ustalany przez gminę, adekwatnie do konkretnych okoliczności, a nie w zupełnym oderwaniu od tego, gdzie ma być lokalizowana inwestycja mieszkaniowa (centrum dużej aglomeracji, czy obrzeża małej miejscowości). Wskaźnik parkingowy de facto promował korzystanie z samochodów osobowych, co stało w opozycji do trendów urbanistycznych, kładących nacisk na rozwój publicznego transportu publicznego, budowę infrastruktury rowerowej, czy ograniczenie ruchu samochodowego w centrach miast. Budowa garaży podziemnych lub miejsc postojowych niosły za sobą ogromne nakłady finansowe nie zawsze odpowiadające realnemu zapotrzebowaniu, a ustawowe wymogi dotyczące liczby miejsc parkingowych prowadziły do nadmiernego wykorzystywania terenu pod parkingi, co zmniejszało powierzchnię dostępną na zieleń, place zabaw lub inne funkcje faktycznie podnoszące jakość życia mieszkańców.

## Kontrowersje
Jeszcze na etapie projektu ustawa wzbudzała wiele kontrowersji, jako ścieżka legislacyjna ułatwiająca budowanie z pominięciem istniejących procedur – zapisów miejscowych planów zagospodarowania przestrzennego (mpzp), czy reguły dobrego sąsiedztwa (tam gdzie mpzp brak). Problemem był też brak udziału społeczności lokalnej w procesie planowania, co prowadziło do konfliktów pomiędzy społecznościami lokalnymi a inwestorami. Jednym z głośniejszych medialnie był konflikt Lex Burowiec, w którym developer korzystając z ustawy Lex Developer miał w planach wybudowania osiedla na Katowickim osiedlu Burowiec na terenie po zlikwidowanej linii kolejowej nr 678. 